# Мартинес Вердуго, Арнольдо
Арнольдо Мартинес Вердуго (исп. Arnoldo Martínez Verdugo; 12 января 1925, Мокорито, штат Синалоа, Мексика — 24 мая 2013, Мехико) — мексиканский политик, лидер Мексиканской коммунистической партии и Объединённой социалистической партии Мексики.

## Биография
Родился в бедной крестьянской семье. Начал работать будучи подростком, был шофером, торговым агентом, конторщиком. В 1943 году переехал в Мехико. Обучался живописи в Национальной художественной школе.
С 1945 года участвовал в молодежном и профсоюзном движении. В 1946 году вступил в Мексиканскую коммунистическую партию (МКП). С 1948 по 1950 год руководил молодежной комиссией ЦК МКП. В 1949—1950 годах — главный редактор газеты «Nueva Vida».
Спустя несколько лет, некоторое время обучался в Советском Союзе.
В 1951—1954 годах — член комиссии ЦК МКП по организационным вопросам, секретарь партийного комитета г. Мехико по пропаганде и агитации.
С 1954 года — член ЦК МКП, занимался вопросами идеологической и организационной работы в партийном комитете мексиканской столицы. С августа 1959 года — член Секретариата и политкомиссии ЦК партии.
В декабре 1963 года был избран первым секретарём ЦК Мексиканской коммунистической партии (в 1963—1973 гг. — первый секретарь ЦК МКП, с ноября 1973 года — Генеральный секретарь ЦК МКП).
В 1978 году принимал участие в переговорах с мексиканским правительством, что привело к принятию избирательной реформы, позволяющей коммунистической партии баллотироваться на выборах 1979 года.
Во время руководства МКП отказался поддерживать региональные партизанские движения, осудил вторжение СССР в Чехословакию и Афганистан.
За революционную деятельность неоднократно подвергался арестам.
В составе делегации МКП присутствовал на XXI, XXII и XXIII съездах КПСС.
Оставался на посту лидера Мексиканской коммунистической партии до 1981 года. В 1981 году руководил созданием на базе МКП и объединением её с тремя другими левыми партиями (Движение социалистического действия и единства, Партия мексиканского народа и Движение народного действия) в Объединённой социалистической партии Мексики.
В 1982 году баллотировался на пост президента Мексики от Объединенной социалистической партии Мексики.
В 1985 году Мартинес Вердуго был похищен на несколько дней людьми, называющими себя «Партией бедных», и освобождён после выплаты выкупа. После инцидента постепенно стал отдаляться от политической жизни.
Принял активное участие в создании в 1989 году одной из основных действующих ныне левых сил латиноамериканской страны — Партии демократической революции во главе с Куаутемоком Карденасом.
Дважды был членом Палаты депутатов Мексики, первый раз представляя Коммунистическую партию Мексики (1979—1982), а затем Объединенную социалистическую партию Мексики (1985—1988).
Арнольдо Мартинес Вердуго — видный политический лидер, деятельность которого, в первую очередь, привела к слиянию ряда левых организаций с руководимой им компартией, что стало важным элементом в процессе демократизации политического режима в Мексике на рубеже XX—XXI веков.
Автор нескольких книг.
В альтернативной истории сериала «Ради всего человечества» избран президентом Мексики на демократических выборах 1986 года.

## Избранные труды
- El Partido Comunista Mexicano, trayectoria y perspectivas (Мексиканская коммунистическая партия, путь и перспективы) Мехико: Ediciones de Cultura Popular , 1971.
- El Partido Comunista Mexicano y la reforma política (Мексиканская коммунистическая партия и политическая реформа) Мехико: Ediciones de Cultura Popular , 1977.
- Crisis política y alternativa comunista (Политический кризис и коммунистическая альтернатива). Мехико, 1979.
- La creación del PSUM (Объединенной социалистической партии Мексики) Мехико: Ediciones del Comité Central , 1982.
- Marcha por la democracia (Марш за демократию) Мехико: Ediciones del Comité Central , 1982.
- El proyecto socialista (Социалистический проект) Мехико: Ediciones del Comité Central , 1982.
- Historia del comunismo en México (История коммунизма в Мексике), Мехико: Grijalbo, 1985.